# فلاديمير بوسلايف
فلاديمير بوسلايف (بالروسية: Буслаев, Владимир Савельевич)‏ هو فيزيائي ورياضياتي روسي، ولد في 19 أبريل 1937 في سانت بطرسبرغ في روسيا، وتوفي في 14 مارس 2012.